# Lobosciara bilobata
Lobosciara bilobata är en tvåvingeart som beskrevs av Pekka Vilkamaa och Heikki Hippa 1994. Lobosciara bilobata ingår i släktet Lobosciara och familjen sorgmyggor. Inga underarter finns listade i Catalogue of Life.